# Соломатино (деревня)
Соломатино — деревня в Усть-Кубинском районе Вологодской области.
Входит в состав Богородского сельского поселения, с точки зрения административно-территориального деления — в Богородский сельсовет.
Расстояние по автодороге до районного центра Устья — 54 км, до центра муниципального образования Богородского — 4 км. Ближайшие населённые пункты — Носарево, Ермолино, Дешевиха.
По данным переписи в 2002 году постоянного населения не было.